# Acer javanicum
Acer javanicum é uma espécie de árvore do gênero Acer, pertencente à família Aceraceae.